# Qal'a-i Hisorak
Qal'a-i Hisorak sind die Reste einer archäologischen Ausgrabungsstätte im heutigen Tadschikistan.  Der Fundplatz liegt am Rande des heutigen Dorfes Madrushkat und östlich der antiken sogdischen Stadt Pandschakent. Bei den Resten von Qal'a-i Hisorak handelt es sich wahrscheinlich um das mittelalterliche Martshkat, das in diversen Texten erwähnt wird. Der Name Martshkat lebt im Namen des heutigen Dorfes Madrushkat weiter.
Die Ruinen waren der einheimischen Bevölkerung schon immer bekannt und diverse Legenden sind mit ihnen verbunden. Wissenschaftlich wurde die Stätte zum ersten Mal 1948 beschrieben. 1981 und 1998 gab es erste Ausgrabungen. Systematische Untersuchungen finden seit 2010 statt.
Die Reste der Stadt nehmen etwa 7 Hektar ein. Der antike Ort hatte mehrere monumentale Strukturen, die die Ausgräber als Zitadellen bezeichnen. Reste von Wandmalereien, die eine Jagd zeigen, unterstreichen den besonderen Charakter dieser Anlagen. Die Ausgrabungen erfassten auch Teile der Wohnstadt, wo Wohnbauten und eine Straßen zum Teil freigelegt wurden. Bei der Stadt wurde auch ein Friedhof untersucht, der hauptsächlich aus Steinkisten bestand. Zahlreiche menschliche Knochen kamen hier zu Tage, alle in Unordnung. Sie ergaben niemals ein komplettes Skelett. Aus dem Friedhof stammt auch eine Münze, die 714 bis 715 in Mesopotamien geprägt wurde.